# 16A busz (Nagykanizsa)
A nagykanizsai 16A jelzésű autóbusz a Kalmár utca és a Kiskanizsa, Rozmaring utca megállóhelyek között közlekedik. A járatot a Volánbusz üzemelteti.

## Útvonala
| Kiskanizsa, temető felé | Autóbusz-állomás felé |
| --- | --- |
| Kalmár utca – Napraforgó tér – Városkapu körút — Hevesi utca – Kalmár utca – Király utca – Vár utca – Bajcsy-Zsilinszky út – Templom tér– Kiskanizsa, Rozmaring utca | Kiskanizsa, Rozmaring utca – Templom tér – Bajcsy-Zsilinszky út – Vár utca – Király utca – Eötvös tér — Hevesi utca — Városkapu körút – Napraforgó tér – Kalmár utca |

## Megállóhelyei
Az átszállási kapcsolatok között a Bajcsáig közlekedő 16-os busz nincs feltüntetve!
| 0  | Autóbusz-állomás                       | 10 | 2, 4A, 4Y, 6, 6C, 8, 8Y, 10, 10Y, 18, 20, 20Y, 21, 21E, 21Y, C3, C5, C7 | Helyközi autóbusz-állomás, Vásárcsarnok, Kanizsa Plaza, Bolyai János Általános Iskola      |
| 2  | Király utca (Korábban: DÉDÁSZ)         | 8  | 4, 4A, 4Y, 6, 6A, 6Y, 41E, C7                                           | Pannon Egyetem - B épület                                                                  |
| 3  | Gépgyár                                | 7  | 4, 4A, 4Y, 6, 6A, 6Y, 41E, C7                                           |                                                                                            |
| 4  | Kiskanizsa, Bajcsy-Zsilinszky utca 13. | 6  | 4Y, 6, 6A, 6Y, 41E, C7                                                  |                                                                                            |
| 5  | Kiskanizsa, gyógyszertár               | 5  | 4Y, 6, 6A, 6Y, 41E                                                      |                                                                                            |
| 7  | Kiskanizsa, Templom tér                | 3  | 4Y, 6, 6A, 6Y, 41E                                                      | Móricz Zsigmond Művelődési Ház, Sarlós Boldogasszony templom, Kiskanizsai Általános Iskola |
| 8  | Kiskanizsa, Szent Flórián tér          | 2  | 4Y, 6, 6A, 6Y, 41E                                                      |                                                                                            |
| 9  | Kiskanizsa, Bajcsai út 31-46.          | 1  | 6A                                                                      |                                                                                            |
| 10 | Kiskanizsa, temető                     | 0  | 6A                                                                      | Kiskanizsai temető                                                                         |